# 沈林子
沈林子（しん りんし、387年 - 422年）は、東晋から南朝宋にかけての軍人。字は敬士。本貫は呉興郡武康県。

## 経歴
沈穆夫の子として生まれた。父に従って京口に移住し、そこで成長した。幼くして王恭と面会して、「この児は王子師の流なり」と評された。隆安3年（399年）、孫恩の乱に加担した沈氏の一族は追及に遭い、林子は父や祖父や叔父たちを失った。復仇を誓って、劉裕に従った。元興3年（404年）、劉裕が桓玄打倒のために起兵すると、林子は兄の沈田子とともに従軍して京口の占拠と建康の平定に参加した。父祖の仇である沈預を討ち、その首級を墓にそなえた。劉毅に冠軍参軍として召されたが、就任しなかった。義熙4年（408年）、劉裕が揚州刺史となると、林子はその下で揚州従事となり、建熙県令を兼ね、資中県五等侯に封じられた。
義熙5年（409年）、劉裕が南燕を攻撃すると、林子は従軍して行参鎮軍軍事をつとめた。劉裕が臨朐を攻めると、南燕の慕容超が虎班突騎を派遣して晋軍の後方を突こうとしたため、林子はこれに対応して撃破した。慕容超が広固に撤退すると、林子は劉敬宣とともに広固城の西隅を攻めた。義熙6年（410年）、広固が陥落すると、盧循の反乱軍が建康に迫った。林子は別軍を率いて石頭に入り、盧循の軍と連戦した。盧循は白石に軍を向かわせると言い触らして、南岸に伏兵を設けさせた。林子は敵の偽計のあるのを見抜いて慎重策を取ったが、徐赤特が聞き入れずに攻撃して伏兵に敗れ、北岸に逃走した。林子は徐赤特の敗残兵を収容すると、堤を断って盧循の進攻をはばんだ。朱齢石と合流すると、林子は攻勢に転じて、盧循の軍を破った。劉裕が白石からやってくると、徐赤特を敗戦の罪により殺害し、林子を参中軍軍事とした。
義熙8年（412年）、劉裕が劉毅を討つと、参太尉軍事をつとめた。義熙11年（415年）、劉裕が司馬休之を討つと、林子はまた従軍して先鋒をつとめた。反乱軍の郭亮之が少数民族の部衆を集めて、武陵を占拠した。武陵郡太守の王鎮悪は敗れて逃走したため、林子が軍を率いて郭亮之を討ち、七里澗で斬った。武陵が平定されると、林子は石城の魯軌を討ち、魯軌が襄陽に敗走すると、さらに追撃をかけた。襄陽が平定されると、林子は江陵の留守をつとめた。義熙12年（416年）、劉裕が平北将軍を兼ねると、林子は太尉参軍のまま参平北軍事となった。
劉裕が後秦を討つべく北伐の軍を発すると、林子は参征西軍事となり、三府の中兵を代行し、建武将軍の号を加えられた。軍を率いて先鋒をつとめ、汴水から黄河に入った。林子は倉垣を攻め落とし、襄邑に入った。義熙13年（417年）、後秦の河北郡太守の薛帛が解県に拠っていたが、林子はこれを襲撃して敗走させ、兵糧を接収した。後秦の并州刺史・河東郡太守の尹昭が蒲坂に拠っていたが、林子は檀道済とともに蒲坂を攻撃した。王鎮悪が潼関を攻撃すると、後秦の姚泓は東平公姚紹を潼関に派遣した。林子は蒲坂が容易に落ちないと看取し、檀道済を説得してともに潼関に転進することとした。姚紹が関中の軍を挙げて林子や檀道済・王鎮悪らを包囲した。衆寡敵せず、檀道済が輜重を棄てて黄河を渡ることを提案し、林子はこれに従った。劉裕のもとに帰り、敗戦を陳謝した。
姚紹が武衛将軍の姚鸞を残して保定城に撤退すると、林子は馬に枚を銜ませて姚鸞を夜襲して破った。姚紹が撫軍将軍の姚讃を河上に駐屯させ、河道を遮断させた。姚讃の城塁にはまだ堀が掘られていなかったため、林子はこれを攻撃して連破し、姚讃は軽騎で脱出した。姚紹が姚伯子・姚鸞・姚墨蠡・唐小方らに3万の兵を与えて九泉に駐屯させると、林子は厳綱・竺霊秀らを率いて連戦してこれを破り、姚伯子・姚墨蠡・唐小方を斬った。
劉裕が閿郷に入り、姚泓が全軍を率いて堯柳に兵を駐屯させた。ときに別軍の沈田子が武関から北上して藍田に軍を進めていた。姚泓は劉裕の本隊と決戦する前に、沈田子を撃破しようと図った。劉裕は沈田子を支援するため、林子を秦嶺から進軍させた。到着すると、沈田子はすでに姚泓を撃破しており、沈田子と林子の兄弟はともに姚泓を追撃し、姚泓は灞上に逃げた。沈田子はさらに追って長安を奪取しようと図ったが、林子が「ひとりで一国を平定しても、その功績は賞賛されません」と言って反対したため、取りやめた。林子は参相国事となった。関中の羌族や姚泓の親族たちの多くは林子のもとに帰順してきた。長安が陥落すると、後秦の残党が西の隴上に逃亡したが、林子はこれを寡婦水まで追撃して、捕虜は万を数えた。
劉裕が東帰するにあたって、林子は水軍を率いて石門に駐屯し、東帰を支援した。劉義隆が荊州刺史となると、林子はその下で西郎中兵参軍となり、新興郡太守を兼ねた。劉義隆が鎮西将軍となると、林子は従って鎮西府に転じ、建威将軍・河東郡太守の任を加えられた。この頃、北魏と夏の勢力伸長をみて、劉裕は再び北伐しようと計画したが、林子が強く諫めたため取りやめた。
永初元年（420年）、劉裕が皇帝に即位すると、林子は漢寿県伯に封じられた。鎮西府諮議参軍に任じられた。母が死去したため、呉興に帰って葬儀をおこなうと、喪が明けないうちに輔国将軍として起用された。ほどなく病床についた。
永初3年（422年）、死去した。享年は46。諡は懐伯といった。

## 子女
- 沈邵（後嗣）
- 沈亮
- 沈璞

## 伝記資料
- 『宋書』巻100 列伝第60
- 『南史』巻57 列伝第47